# Cyrtanthus mackenii
Cyrtanthus mackenii es una planta herbácea, perenne y bulbosa de atractivas flores, perteneciente a la familia de las amarilidáceas. Es originaria de Sudáfrica, distribuyéndose desde el sudeste de la provincia del Cabo hasta  KwaZulu-Natal.

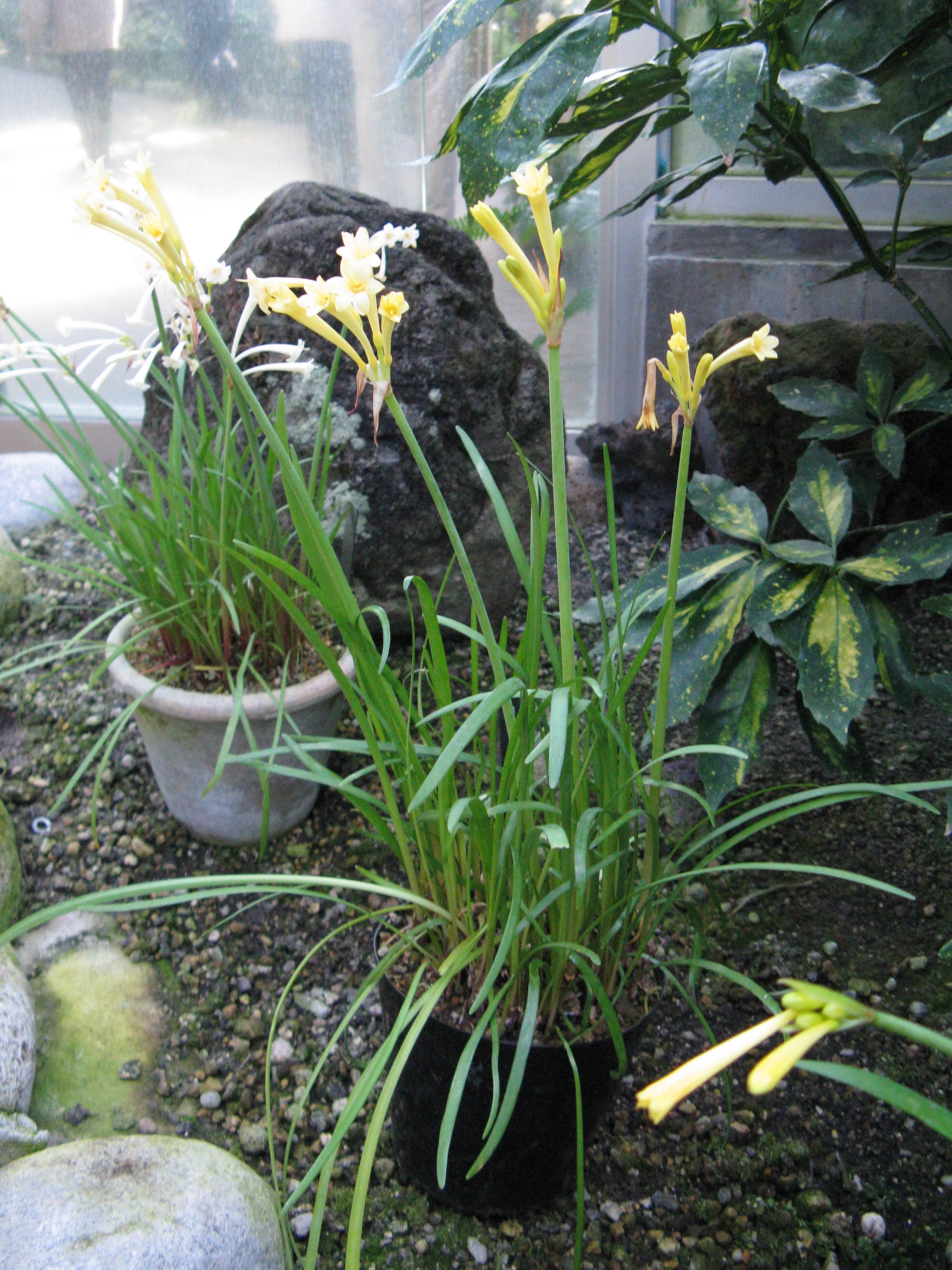
Vista de la planta

## Descripción
Es una especie perennifolia con flores de color crema o amarillo, tubulares y curvadas.  Florece desde finales del verano a principios del otoño. C. mackenii es sin duda una de las especies de Cyrtanthus más fáciles de cultivar y es uno de los pocos miembros del género que puede ser cultivado con éxito durante un largo período en los jardines de climas templados.

## Taxonomía
Cyrtanthus mackenii fue descrita por  Joseph Dalton Hooker y publicado en The Gardeners' Chronicle & Agricultural Gazette 641. 1869.
Etimología
Cyrtanthus: nombre genérico que fue acuñado por William Aiton en 1789 y que proviene del griego «kyrtos», que significa curvado y «anthos», flor, en referencia a las flores con forma de tubo curvado que presentan varias especies del género.
mackenii: epíteto
Variedad aceptada
- Cyrtanthus mackenii var. cooperi (Baker) R.A.Dyer[7]